# 16271 Duanenichols
16271 Duanenichols (2000 JC55) là một tiểu hành tinh vành đai chính được phát hiện ngày 6 tháng 5 năm 2000 bởi nhóm nghiên cứu tiểu hành tinh gần Trái Đất phòng thí nghiệm Lincoln ở Socorro.